# Anthidium atricaudum
Anthidium atricaudum là một loài Hymenoptera trong họ Megachilidae. Loài này được Cockerell mô tả khoa học năm 1926.